# Wang Yuanqi
Wang Yuanqi (王原祁,  Wáng Yuánqí) (* 1642; † 1715), Künstlername Maojing (茂京,  Màojīng), Freundschaftsname Lutai (麓臺,  Lùtái), geboren in Taicang (太倉,  Tàicāng), Jiangsu war ein chinesischer Maler.

## Leben
1670 bestand Wang Yuanqi die Beamtenprüfung, später wurde er Stellvertretender Minister im Finanzministerium. 1705 wurde er zusammen mit vier weiteren Personen vom Kangxi-Kaiser beauftragt, eine umfassende Studie über Malerei und Kalligraphie zu erstellen. Dies war zugleich eine offizielle Anerkennung seiner künstlerischen Arbeit. 1708 wurde die Studie unter dem Titel „Kommentare zu Kalligrafie und Malerei aus dem Peiwen-Studio“,  „Peiwenzhai shuhuapu“ (佩文斋书画谱,  Pèiwén zhāi shū huà pú) veröffentlicht.
Als Enkel des berühmten Malers Wang Shimin (王時敏,  Wáng Shímǐn), (1592–1680), erhielt er eine Gelehrtenausbildung. Seine Kunsttheorie hat er in der Schrift „Notizen am Regenfenster“ (雨窗漫笔,  Yǚchuāng Mànbǐ) dargelegt. Vor allem die in diesen Aufzeichnungen enthaltene „Erörterung über die zehn Prinzipien der Malerei“ (论画十则,  Lùn huà shí zé) beeinflusste zukünftige Generationen von Malern. Zusammen mit Wang Shimin und den Malergelehrten Wang Jian (王鑑,  Wáng Jiàn), (1598–1677) und Wang Hui (王翬,  Wáng Huī), (1632–1717), ist er einer der „Vier Wang“ der Qing-Zeit.

## Abbildungen von Gemälden

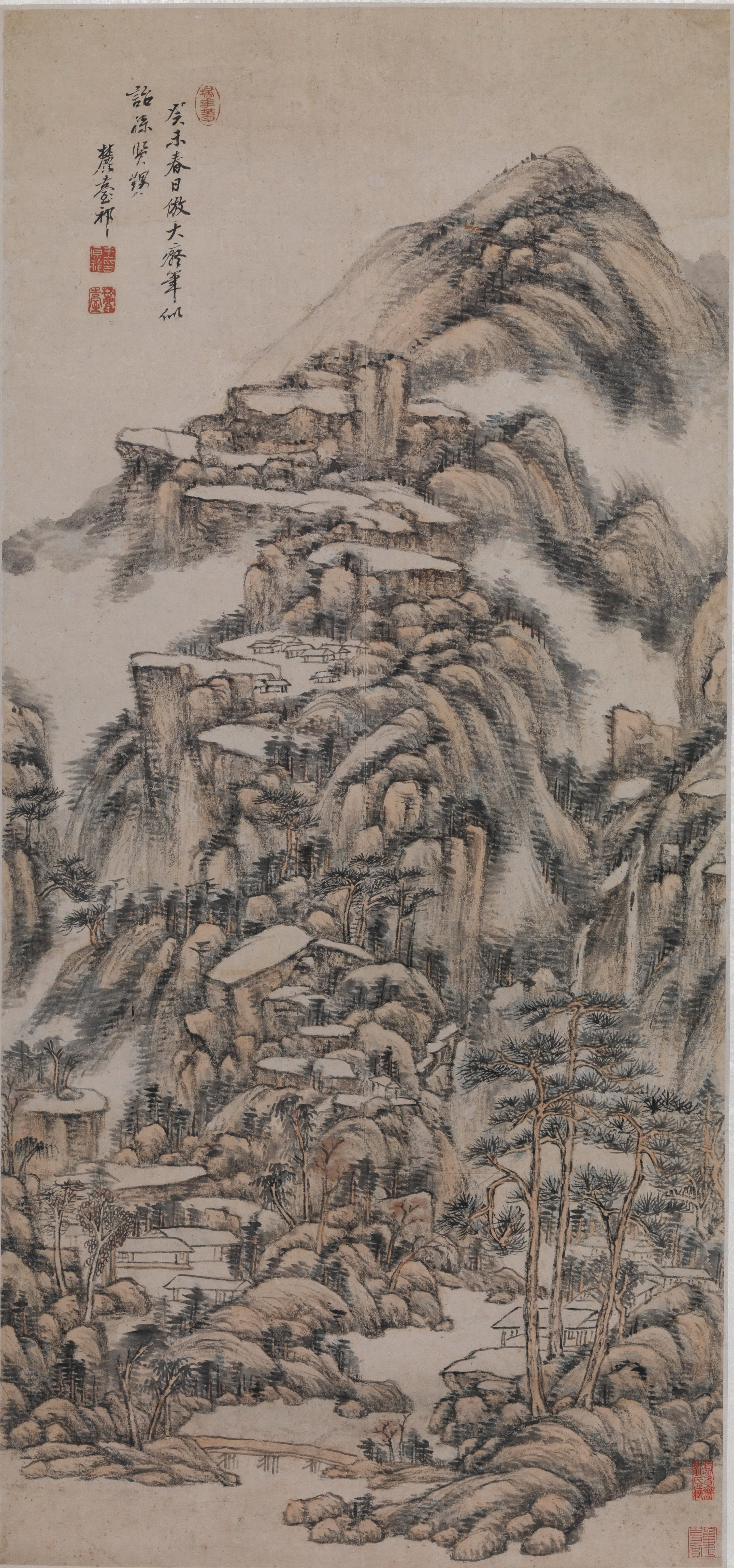
Landschaft nach Huang Gongwang, datiert 1703, Hong Kong Museum of Art

Einige Museen haben Abbildungen von Gemälden Wang Yuanqis zur Verfügung gestellt:
- Free Spirits Among Streams and Mountains (Wang Yuanqi) (Walters Art Museum)[5] 14 Detaildateien auf commons.wikimedia. Landschaft, Querrolle.
- Die Fuchun Berge (National Gallery of Victoria, Melbourne; Wikimedia Commons / Google Art Project)[6] Landschaft, Querrolle, hochauflösende Abbildung.
- Unterkunft in den Bergen (im Stile Wang Mengs)[7]
- Landschaft (im Stile von Wu Zhen)[8]
- Landschaft nach Ni Zan und Huang Gongwang[9]
- Landschaft nach Huang Gongwang[10]
- Landschaft nach Huang Gongwang, datiert 1703 (siehe Bild rechts)
- Landschaft „Deep ravine“ nach Huang Gongwang[11]
- Wangchuan Villa (Metropolitan Museum, Querrolle)[12] Hochauflösende Wiedergabe in 19 Teilbildern mit Text.
- Fishing in River Country at Blossom Time (Metropolitan Museum)[13] Hochauflösende Wiedergabe in 14 Teilbildern mit Text. Querrolle, Landschaft im Stil von Zhao Mengfu.
- Landschaft im Stil von Huang Gongwang und Gao Kegong (Metropolitan Museum)[1] Hängerolle.
- Landschaft für Zhanting,  (Metropolitan Museum)[14] Hängerolle. Mit vier Detailausschnitten und einer Übersetzung der von Wang Yuanqi in der Bildinschrift mitgeteilten Entstehungsgeschichte des Gemäldes.
- Landschaft nach Wu Zhen[15], Hängerolle. Mit Übersetzung der Inschrift, welche sich auf die Maltechnik bezieht.

## Nachweise
Zhang Hongxing, Masterpieces of Chinese Painting. 700 - 1900. V & A Publishing, 2013, Victoria and Albert Museum, London. 358 S. (Eintrag Wang Yuanqi, S. 308).
1. 1 2  Landscape in the Styles of Huang Gongwang and Gao Kegong. Metropolitan Museum, abgerufen am 3. März 2021 (englisch).
2. ↑  Notizen am Regenfenster. geocities.jp, abgerufen am 28. April 2014 (englisch).
3. ↑  Text „Notizen am Regenfenster“ mit Abbildung relevanter Gemälde Wang Yuanqis (chin.). sina.com (Nachrichtenagentur), abgerufen am 9. Mai 2014 (englisch).
4. ↑  Wang Yuanqi. chinaonlinemuseum.com, abgerufen am 26. April 2014 (englisch).
5. ↑  Wang Yuanqi Free Spirits. commons.wikimedia.org, abgerufen am 28. April 2014 (englisch).
6. ↑  Wang Yuanqi Fuchun Mountains. commons.wikimedia.org, abgerufen am 28. April 2014 (englisch).
7. ↑  Wang Yuanqi summer mountain. chinaonlinemuseum.com, abgerufen am 27. April 2014 (englisch).
8. ↑  Landschaft im Stile Wu Zheng. chinaonlinemuseum.com, abgerufen am 27. April 2014 (englisch).
9. ↑  Landschaft nach Ni Zan und Huang Gongwang. chinaonlinemuseum.com, abgerufen am 27. April 2014 (englisch).
10. ↑  Landschaft nach Huang Gongwang. chinaonlinemuseum.com, abgerufen am 27. April 2014 (englisch).
11. ↑  Landschaft nach Huang Gongwang. chinaonlinemuseum.com, abgerufen am 27. April 2014 (englisch).
12. ↑  Wangchuan Villa. Metropolitan Museum, abgerufen am 3. März 2021 (englisch).
13. ↑  Fishing in River Country at Blossom Time. Metropolitan Museum, abgerufen am 3. März 2021 (englisch).
14. ↑  Landscape for Zhanting. Metropolitan Museum, abgerufen am 3. März 2021 (englisch).
15. ↑  Landscape after Wu Zhen. Metropolitan Museum, abgerufen am 3. März 2021 (englisch).

| Personendaten    | Personendaten                                                                                   |
| ---------------- | ----------------------------------------------------------------------------------------------- |
| NAME             | Wang, Yuanqi                                                                                    |
| ALTERNATIVNAMEN  | Màojīng; 茂京 (chinesisch); Wáng Yuánqí (wirklicher Name); 王原祁 (wirklicher Name, chinesisch) |
| KURZBESCHREIBUNG | chinesischer Maler                                                                              |
| GEBURTSDATUM     | 1642                                                                                            |
| GEBURTSORT       | Taicang, Provinz Jiangsu                                                                        |
| STERBEDATUM      | 1715                                                                                            |